# Sjukamp

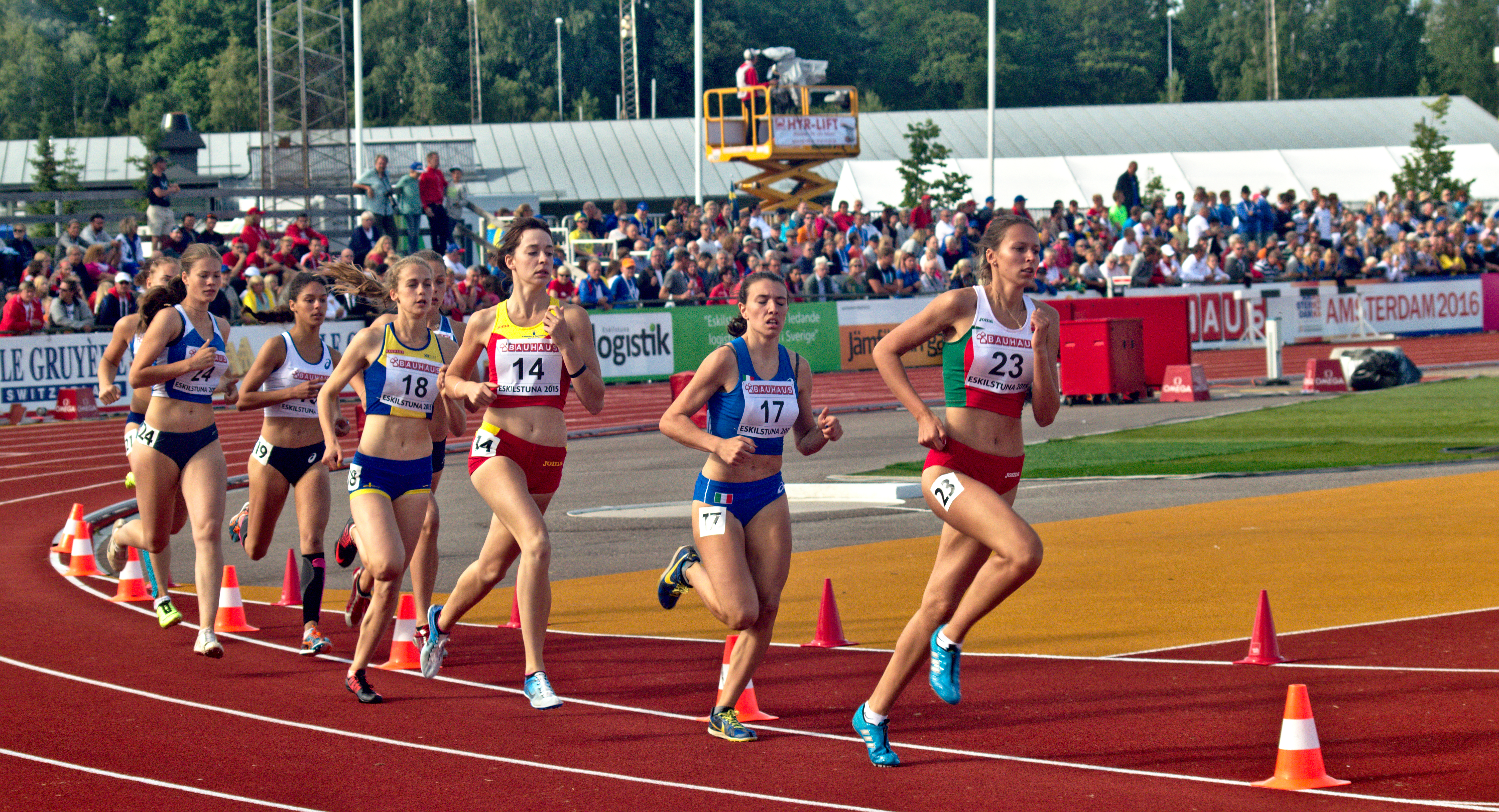
Damernas avslutande 800 meter i sjukampen vid junioreuropamästerskapen i friidrott år 2015.

Sjukamp är två friidrottgrenar, ingående i mångkamp. Sjukamp är mästerskapsgren utomhus för damer och inomhus för herrar, med inte helt överensstämmande grenprogram. Sjukamp för damer har varit med på det olympiska programmet sedan 1984 – innan dess tävlade man i femkamp. Det har diskuterats att i framtiden i utomhusmästerskap ersätta damernas sjukamp med tiokamp.

## Sjukamp för damer
De sju grenar som ingår i damernas sjukamp är:  100 meter häck, höjdhopp, 200 meter, kulstötning, längdhopp, spjutkastning och 800 meter. 
Kända svenska sjukampare är Monica Westén, Carolina Klüft, Jessica Samuelsson och Bianca Salming. 

### Poängsystem
| Gren           | a        | b    | c     |
| 200 meter      | 4,99087  | 42,5 | 1,81  |
| 800 meter      | 0,11193  | 254  | 1,88  |
| 100 meter häck | 9,23076  | 26,7 | 1,835 |
| Höjdhopp       | 1,84523  | 75,0 | 1,348 |
| Längdhopp      | 0,188807 | 210  | 1,41  |
| Kulstötning    | 56,0211  | 1,50 | 1,05  |
| Spjutkastning  | 15,9803  | 3,80 | 1,04  |

Poängsystemet utvecklades av Dr Karl Ulbrich. Grenarna delas in i tre grupper, där antalet poäng beräknas enligt formlerna:
Löpgrenar (200 m; 800 m; och 100 m häck): 
{\displaystyle P=a\cdot (b-T)^{c}}
Hoppgrenar (höjdhopp och längdhopp):
{\displaystyle P=a\cdot (M-b)^{c}}
Kastgrenar (kulstötning och spjut): 
{\displaystyle P=a\cdot (D-b)^{c}}
P är poäng, T är tid i sekunder, M är höjd/längd i centimeter och D är längd i meter. Konstanterna a, b, c har olika värde för de olika grenarna. (se tabell)

### Rekord
Världsrekordet på 7 291 poäng innehas av amerikanskan Jackie Joyner-Kersee vilket hon satte vid OS i Seoul 1988. Europarekordet på 7 032 poäng innehas av Carolina Klüft vilket hon satte vid VM i friidrott 2007; därmed överträffade hon ryskan Larisa Turtjinskajas (då Larisa Nikitina) 18 år gamla europarekord på 7 007 poäng. 
| Gren           | Världsrekord   | Europarekord   | Svenskt rekord  |
| 200 meter      | 22,56 (1123p)  | 23,38 (1041p)  | 23,38 (1041 p)  |
| 800 meter      | 2:08,51 (987p) | 2:12,56 (927p) | 2:12,56 (927 p) |
| 100 meter häck | 12,69 (1172p)  | 13,15 (1102p)  | 13,15 (1102 p)  |
| Höjdhopp       | 1,86 (1054p)   | 1,95 (1171p)   | 1,95 (1171 p)   |
| Längdhopp      | 7,27 (1264p)   | 6,85 (1122p)   | 6,85 (1122 p)   |
| Kulstötning    | 15,80 (915p)   | 14,81 (848p)   | 14,81 (848 p)   |
| Spjutkastning  | 45,66 (776p)   | 47,98 (821p)   | 47,98 (821 p)   |

#### Bästa sjukampsserierna genom tiderna
| Poäng | Namn och nationalitet                     | Datum             | Plats        |
| 7291  | Jackie Joyner-Kersee, USA                 | 24 september 1988 | Seoul        |
| 7215  | Jackie Joyner-Kersee                      | 16 juli 1988      | Indianapolis |
| 7158  | Jackie Joyner-Kersee                      | 2 augusti 1986    | Houston      |
| 7148  | Jackie Joyner-Kersee                      | 7 juli 1986       | Moskva       |
| 7128  | Jackie Joyner-Kersee                      | 1 september 1987  | Rom          |
| 7044  | Jackie Joyner-Kersee                      | 2 augusti 1992    | Barcelona    |
| 7032  | Carolina Klüft, Sverige                   | 26 augusti 2007   | Osaka        |
| 7013  | Nafissatou Thiam, Belgien                 | 28 maj 2018       | Götzis       |
| 7007  | Larisa Nikitina, Sovjetunionen            | 11 juni 1989      | Brjansk      |
| 7001  | Carolina Klüft                            | 24 augusti 2003   | Saint-Denis  |
| 6985  | Sabine Braun, Tyskland                    | 31 maj 1992       | Götzis       |
| 6981  | Katarina Johnson-Thompson, Storbritannien | 4 oktober 2019    | Doha         |
| 6979  | Jackie Joyner-Kersee                      | 24 juni 1987      | San José     |
| 6955  | Jessica Ennis, Storbritannien             | 4 augusti 2012    | London       |
| 6952  | Carolina Klüft                            | 21 augusti 2004   | Aten         |
| 6946  | Sabine John, Östtyskland                  | 6 maj 1984        | Potsdam      |
| 6942  | Ghada Shouaa, Syrien                      | 26 maj 1996       | Götzis       |
| 6935  | Ramona Neubert, Östtyskland               | 19 juni 1983      | Moskva       |

Källa: ”Track & Field all-time Performances Homepage”. alltime-athletics.com. http://www.alltime-athletics.com/index.html. Läst 27 augusti 2007.

## Sjukamp för herrar
Herrarnas mångkampsgren utomhus är tiokamp, men eftersom en del av tiokampens grenar inte ryms i de flesta inomhusarenor tävlar man i sjukamp vid inomhustävlingar. Herrarnas sjukamp består av:
1. 60 meter
2. Längdhopp
3. Kulstötning
4. Höjdhopp
5. 60 meter häck
6. Stavhopp
7. 1 000 meter

### Poängsystem
| Gren          | a       | b     | c    |
| 60 meter      | 58,0150 | 11,5  | 1,81 |
| Längdhopp     | 0,14354 | 220   | 1,4  |
| Kulstötning   | 51,39   | 1,5   | 1,05 |
| Höjdhopp      | 0,8465  | 75    | 1,42 |
| 60 meter häck | 20,5173 | 15,5  | 1,92 |
| Stavhopp      | 0,2797  | 100   | 1,35 |
| 1 000 meter   | 0,08713 | 305,5 | 1,85 |

Poängsystemet bygger på samma formler som i damernas sjukamp men med andra konstanter:
Löpgrenar (60 m; 1000 m; och 60 m häck): 
{\displaystyle P=a\cdot (b-T)^{c}}
Hoppgrenar (höjdhopp, längdhopp och stavhopp):
{\displaystyle P=a\cdot (M-b)^{c}}
Kastgrenar (kulstötning): 
{\displaystyle P=a\cdot (D-b)^{c}}
P är poäng, T är tid i sekunder, M är höjd/längd i centimeter och D är längd i meter. Konstanterna a, b, c har olika värde för de olika grenarna. (se tabell)

### Rekord
Världsrekordet i manlig sjukamp innehas av Ashton Eaton. Det svenska rekordet lyder på 6 142 poäng, hopsamlade av Henrik Dagård.